# Antônio Carlos Zago
Antônio Carlos Zago (ur. 18 maja 1969 w Presidente Prudente) – piłkarz brazylijski grający na pozycji środkowego obrońcy. Posiada również obywatelstwo włoskie.

## Kariera klubowa
Zago pochodzi z miasta Presidente Prudente lezącego w stanie São Paulo. Piłkarską karierę rozpoczął w stolicy stanu w mieście São Paulo, w tamtejszym klubie São Paulo FC. W 1990 roku w wieku 21 lat zadebiutował w pierwszej lidze brazylijskiej i od czasu debiutu często grał w pierwszym składzie. W 1991 roku wywalczył mistrzostwo stanowe, a także mistrzostwo Brazylii. Ten drugi sukces powtórzył także rok później. W 1992 roku wygrał także Copa Libertadores (0:1, 1:0, 1:1 i wygrana po serii rzutów karnych z argentyńskim Newell’s Old Boys).
Latem 1992 po obu sukcesach Zago wyjechał do Europy i przeszedł do hiszpańskiego Albacete Balompié. W Primera División zadebiutował 6 września w przegranym 3:4 meczu z Sevillą. Pobyt w Hiszpanii nie był jednak udany i już zimą Antônio wrócił do Brazylii, tym razem zostając zawodnikiem SE Palmeiras. W 1993 roku wywalczył kolejne trzy trofea w swojej karierze – mistrzostwo stanu São Paulo, mistrzostwo kraju, a także Torneio Rio-São Paulo. W 1994 roku po raz kolejny zdobył pierwsze dwa z nich. W 1996 roku Antônio drugi raz zdecydował się na wyjazd z kraju i wybór padł na Japonię. Przez rok kopał piłkę w Kashiwie Reysol, z którą zajął 5. miejsce w J-League. W 1997 roku ponownie wrócił do ojczyzny i rok spędził w kolejnym klubie z rodzinnego miasta, tym razem w Corinthians Paulista, z którym wywalczył prymat w tamtejszym stanie.
Zimą 1998 Zago podpisał kontrakt z włoską Romą. Do zespołu ściągnął go Zdeněk Zeman, ówczesny czeski szkoleniowiec tego zespołu, by wzmocnić defensywę drużyny. W Romie spotkał swoich czterech rodaków – Aldaira, Cafu, Paulo Sérgio oraz Vágnera. W Serie A swój pierwszy mecz Antônio rozegrał 11 lutego, gdy Roma pokonała 3:1 US Lecce. W swoim pierwszym sezonie zajął z Romą 4. miejsce w lidze. W sezonie 1998/1999 zadebiutował w Pucharze UEFA (ćwierćfinał) i miał już pewne miejsce na środku obrony „giallorossich”. Największe sukcesy osiągnął jednak za kadencji trenera Fabia Capella. W 2001 roku przyczynił się do pierwszego od 1983 roku mistrzostwa Włoch dla Romy (rozegrał 28 spotkań), a następnie zdobył Superpuchar Włoch.
Latem 2002 Zago odszedł z Romy i trafił do tureckiego Beşiktaşu JK, gdzie grał z kolejnymi rodakami Ronaldo Guiaro i Amaralem. Największym sukcesem za czasów gry w Stambule było mistrzostwo Turcji w 2003 roku. W 2004 roku Zago znów zaczął grać w ojczyźnie i tym razem przeszedł do Santosu FC. W tym samym sezonie został mistrzem Brazylii, po raz czwarty w karierze. W latach 2005–2006 występował w brazylijskim średniaku, EC Juventude, a w 2007 powrócił do Santosu, z którym wygrał Campeonato Paulista. W tym samym roku zakończył karierę.
| Sezon   | Klub                 | Kraj      | Rozgrywki        | Mecze | Bramki |
| ------- | -------------------- | --------- | ---------------- | ----- | ------ |
| 1990    | São Paulo FC         | Brazylia  | Série A          | 21    | 1      |
| 1991    | São Paulo FC         | Brazylia  | Série A          | 21    | 1      |
| 1992    | São Paulo FC         | Brazylia  | Série A          | 22    | 2      |
| 1992/93 | Albacete Balompié    | Hiszpania | Primera División | 12    | 1      |
| 1993    | SE Palmeiras         | Brazylia  | Série A          | 18    | 1      |
| 1994    | SE Palmeiras         | Brazylia  | Série A          | 20    | 1      |
| 1995    | SE Palmeiras         | Brazylia  | Série A          | 20    | 3      |
| 1996    | Kashiwa Reysol       | Japonia   | J-League         | 24    | 0      |
| 1997    | Corinthians Paulista | Brazylia  | Série A          | 12    | 2      |
| 1997/98 | AS Roma              | Włochy    | Serie A          | 12    | 0      |
| 1998/99 | AS Roma              | Włochy    | Serie A          | 28    | 0      |
| 1999/00 | AS Roma              | Włochy    | Serie A          | 27    | 2      |
| 2000/01 | AS Roma              | Włochy    | Serie A          | 28    | 0      |
| 2001/02 | AS Roma              | Włochy    | Serie A          | 12    | 0      |
| 2002/03 | Beşiktaş JK          | Turcja    | Süper Lig        | 31    | 2      |
| 2003/04 | Beşiktaş JK          | Turcja    | Süper Lig        | 25    | 0      |
| 2004    | Santos FC            | Brazylia  | Série A          | 7     | 0      |
| 2005    | EC Juventude         | Brazylia  | Série A          | 30    | 1      |
| 2006    | EC Juventude         | Brazylia  | Série A          | 22    | 1      |
| 2007    | Santos FC            | Brazylia  | Série A          | 1     | 0      |

## Kariera reprezentacyjna
W reprezentacji Brazylii Zago zadebiutował 30 października 1991 roku w wygranym 3:1 meczu z Jugosławią. W kadrze Brazylii zagrał 26 meczów i zdobył 2 gole. W 1999 roku osiągnął z nią swój jedyny sukces – wygrał Copa América 1999. Na boiskach Paragwaju wystąpił w niemal wszystkich meczach, w tym także w wygranym 3:1 finale z Urugwajem.